# Agrokor
Agrokor d.d. – chorwackie przedsiębiorstwo produkcyjno-handlowe działające w branży spożywczej i rolniczej, z siedzibą w Zagrzebiu.

## Historia
Spółka została założona w 1976 roku przez Ivicę Todorića, jako zakład hodowli kwiatów i produkcji nasion. Początkowo składał się ze szklarni oraz sieci dystrybucyjnej. Rok później działalność handlową poszerzono o import i eksport zbóż, roślin oleistych warzyw i owoców. W latach 90. przedsiębiorstwo dalej poszerzało profil działalności, działając w branży budowlanej oraz spożywczej. Przeprowadziło szereg akwizycji stając się większościowym udziałowcem m.in. producenta wody mineralnej Jamnica (1992), producenta olejów spożywczych Zvijezda (1993), producenta lodów Ledo, czy sieci supermarketów Konzum. 

## Udział w rynku
Wśród produktów Agrokor znajdują się:
- napoje: Jamnica, Jana, Jana Ice Tea, Sensation, Sarajevski kiseljak, Sky Cola, Mg Mivela, Fonyodi
- lody i mrożonki: Ledo, KING, MACHO, maximo, Snjeguljica, Grandissimo, Quattro, twice, Frikom, Kornet, Kapri, Rumenko, Sneško
- oleje, margaryny i majonezy: Zvijezda, Dijamant, Dobro jutro, Margo, OL Dalmatia, Omegol, Ol Istria
- produkty mięsne
- wina: Vina Belje, Vina Laguna, Podrum Mladina, Gaj, Poy